# Demonax jezoensis
Demonax jezoensis är en skalbaggsart som beskrevs av Masaki Matsushita och Koichi Tamanuki 1935. Demonax jezoensis ingår i släktet Demonax och familjen långhorningar. Inga underarter finns listade i Catalogue of Life.